# 青城县 (安东省)
青城县是1945年11月至1948年12月中国共产党在安东省设置的县级行政区划。

## 历史
青城县先后隶属岫岩中心县委(1945.11-1946.1)、庄岫（第五）地委(1946.1-1946.6)、辽南省分委（1946.6.22-1946.10)、辽南省委(1946.10-1948.7)、辽南省第四地委(1948.7-1948.12)。县城先后驻青城子、1947年6月迁黄花甸。省委先后任命鲁野（1945.11-1946.8）、程震文（1946.9-1947.6）、王德真（1947.6-1948.12）任县委书记，县长吴波岩。下辖区政府与区工委：
- 汤沟
- 石庙子
- 香炉
- 龙门（南北与苏子沟、黄花甸相邻）
- 朝阳
- 九沟
- 通远堡
- 桃源（今属青城子镇）
- 万两河